# スティーヴィー・ワンダー・プレゼンツ・シリータ
『スティーヴィー・ワンダー・プレゼンツ・シリータ』（Stevie Wonder Presents Syreeta）は、アメリカ合衆国のR&B歌手シリータ・ライトがシリータ名義で1974年に発表した、2作目のスタジオ・アルバム。

## 背景
前作『シリータ』（1972年）をプロデュースしたスティーヴィー・ワンダーは、同年のうちにシリータと離婚するが、本作でも引き続きプロデューサーを務めた。「カム・アンド・ゲット・ディス・スタッフ」は、元々ワンダーがルーファスのために書き下ろした曲だが、ルーファスのリード・ボーカリストのチャカ・カーンがこの曲を拒否し、同じくワンダー作の「テル・ミー・サムシング・グッド」を選んだことから、本作に収録される運びとなった。「アイ・ウォナ・ビー・バイ・ユア・サイド」は、当時モータウンに所属していたG.C.キャメロンとのデュエット・ソングである。

## 反響・評価
母国アメリカでは、本作はBillboard 200で116位、『ビルボード』のR&Bアルバム・チャートで53位を記録したが、本作からのシングルはチャート入りしなかった。一方イギリスでは、「スピニン・アンド・スピニン」が全英シングルチャートで49位に達し、1975年には「ユア・キス・イズ・スウィート」が同12位のヒットとなるが、本作は全英アルバムチャート入りしていない。
Donald A. Guariscoはオールミュージックにおいて5点満点中4.5点を付け「彼女のキャリアの中で最も楽しめる、そして最も一貫性のあるアルバム」「『トーキング・ブック』や『インナーヴィジョンズ』といったアルバムにも通じるため、スティーヴィー・ワンダーのファンならこのアルバムも押さえておくべき」と評している。

## 収録曲
特記なき楽曲はスティーヴィー・ワンダーとシリータ・ライトの共作。
Side 1
1. アイム・ゴーイン・レフト "I'm Goin' Left" – 3:37
2. スピニン・アンド・スピニン "Spinnin' and Spinnin'" – 4:21
3. ユア・キス・イズ・スウィート "Your Kiss Is Sweet" – 4:31
4. カム・アンド・ゲット・ディス・スタッフ "Come and Get This Stuff" (Stevie Wonder) – 3:37
5. ヘヴィー・デイ "Heavy Day" – 4:00

Side 2
1. コーズ・ウィヴ・エンデッド・アズ・ラヴァーズ[7] "Cause We've Ended as Lovers" (S. Wonder) – 4:29
2. ジャスト・ア・リトル・ピース・オブ・ユー "Just a Little Piece of You" – 4:01
3. ウェイティン・フォー・ザ・ポストマン "Waitin' for the Postman" (S. Wonder) – 1:46
4. ホエン・ユア・ダディズ・ノット・アラウンド "When Your Daddy's Not Around" (S. Wonder) – 1:03
5. アイ・ウォナ・ビー・バイ・ユア・サイド "I Wanna Be by Your Side" (S. Wonder) – 4:04
6. ユニヴァーサル・サウンド・オブ・ザ・ワールド（ユア・キス・イズ・スウィート） "Universal Sound of the World (Your Kiss Is Sweet)" – 4:06

## カヴァー
- アイム・ゴーイン・レフト
  - ジェリー・バトラー - アルバム『Love's on the Menu』（1976年）に収録[8]。
  - エリック・クラプトン - アルバム『バック・ホーム』（2005年）に収録。
- コーズ・ウィヴ・エンデッド・アズ・ラヴァーズ
  - 上記項目を参照。

## 参加ミュージシャン
- シリータ・ライト - ボーカル
- スティーヴィー・ワンダー - アレンジ他
- デニス・モリソン - ボーカル(#9)
- G.C.キャメロン - ボーカル(#10)
- マーロ・ヘンダーソン - ギター
- マイケル・センベロ - ギター
- レジー・マクドナルド - ベース
- オリー・ブラウン - ドラムス
- スティーヴン・マダイオ - トランペット
- デニス・モロウズ - テナー・サクソフォーン
- ミニー・リパートン - バックグラウンド・ボーカル
- デニース・ウィリアムス - バックグラウンド・ボーカル
- ラニ・グローヴス - バックグラウンド・ボーカル
- シャーリー・ブリューワー - バックグラウンド・ボーカル
- アニタ・シャーマン - バックグラウンド・ボーカル
- ポール・ライザー - ストリングス・アレンジ